# Codongebruik

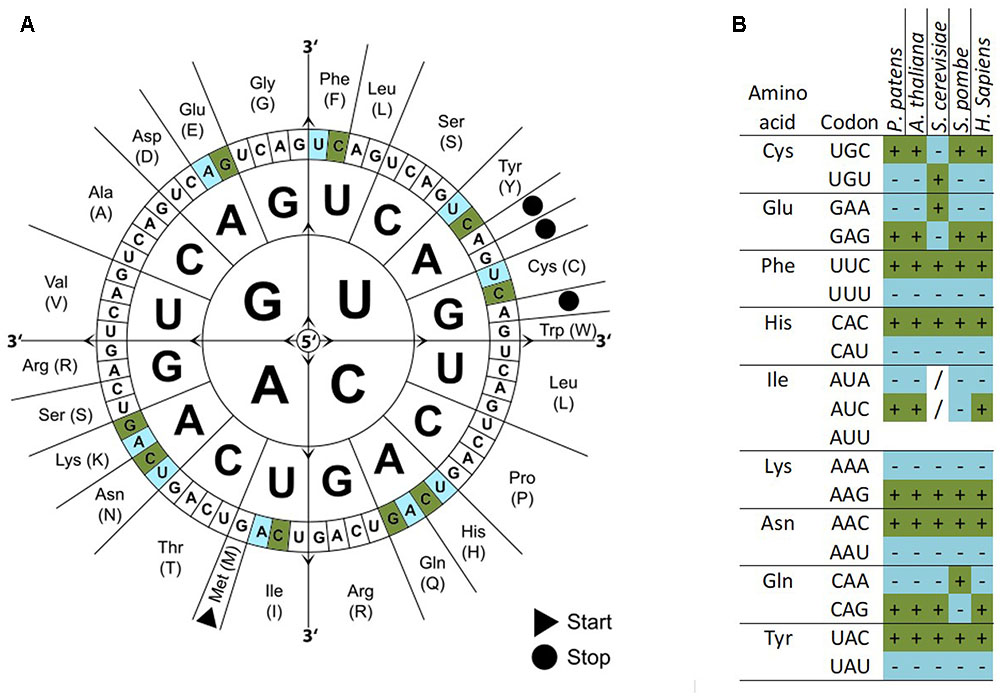
Codon usage bias in de mossoort Physcomitrella patens. Vaakgekozen codons voor dit organisme zijn groen gemarkeerd in de codontabel.

Codongebruik (Engels: codon usage bias) verwijst naar het feit dat ieder organisme de voorkeur geeft aan bepaalde synonieme codons om hun eiwitten te coderen. De bacterie E. coli maakt bijvoorbeeld het meest gebruik van het codon CCG om proline te transleren, terwijl dit bij mensen het minst gebruikte codon voor proline is. De frequentie waarmee een codon gekozen wordt, kan sterk verschillen tussen levensvormen, en wordt aangeduid met het begrip codon usage bias.
Er zijn 64 codons en slechts twintig α-aminozuren die in eiwitten voorkomen, dus sommige aminozuren kunnen door meer dan één codon worden gespecificeerd. Er is sprake van redundantie in de genetische code. Welk van de mogelijke codons gekozen wordt, ligt aan het organisme. Met andere woorden, er is een statistische bias in de voorkeur per soort.
Hoe codonpreferentie ontstaat, is een nog grotendeels onopgeloste vraag in het onderzoeksveld van moleculaire evolutie. Een vaak opgegooide verklaring is dat er relatieve verschillen zijn in welke transfer-RNA-moleculen aanwezig zijn in de cel. De evolutionaire keuze van codons die aansluiten bij de hoogste concentratie van bijbehorende tRNA-moleculen, zal leiden tot een snellere en preciezere translatie. Dit is vooral van belang bij snelgroeiende micro-organismen, zoals E. coli en S. cerevisiae. In de mens is codonpreferentie vermoedelijk het gevolg van sequentie-afhankelijke mutatiedruk en het genomische GC-gehalte.

## Belang in onderzoek
In de genetische technologie en biotechnologie is codongebruik een belangrijke overweging in sommige experimenten, met name bij de recombinante expressie van een eiwit in een (bacteriële) gastheer. Daarbij worden vaak in het genconstruct de codons van het open leesraam aangepast – zonder de eiwitsequentie te veranderen – aan het preferente codongebruik van de gastheer. Dit heet codon optimization en zal leiden tot een optimale translatie en productie van het eiwit van interesse. In genoomanalyses is het soms mogelijk om uit het codongebruik het expressieniveau van een gen af te leiden.